# Johann Friedrich Anton Wüppermann

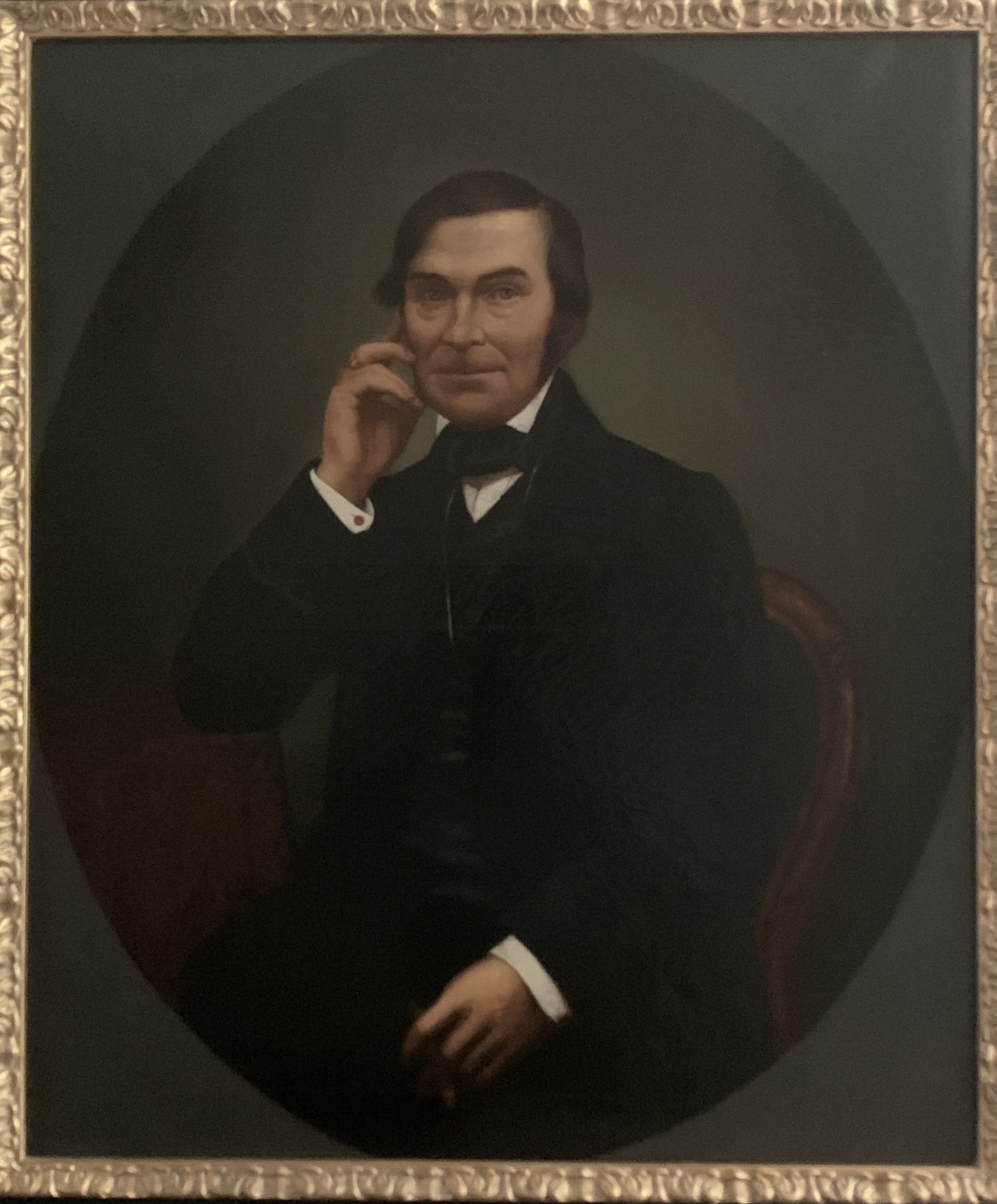
Johann Friedrich Anton Wüppermann (um 1840)

Johann Friedrich Anton Wüppermann (* 13. März 1790 in Hamburg; † 3. April 1879 ebenda) war ein Hamburger Kaufmann, Chef des Hamburger Bürgermilitär von 1831 bis 1835, Mitglied der Rats- und Bürgerdeputation zum Wiederaufbau der Stadt nach dem Hamburger Brand und Berichterstatter zur Reform der Löschanstalten 1842/43, Vizepräsident der Hamburger Konstituante 1849 bis 1850 und Co-Direktor des Hamburger Stadttheaters von 1861 bis 1863.

## Herkunft und Wohnort in Hamburg
Wüppermann entstammt der alten Kaufmannsfamilie Wippermann aus Lemgo. Sein Vater Hermann Friedrich Anton Wippermann (1753–1825) wanderte allerdings als wohlhabender Backwarenhändler 1795 nach Hamburg aus, ließ sich zunächst beim Strohhaus in Hamburg-St. Georg nieder und betrieb ab 1797 eine Backwarenhandlung am Hopfenmarkt Nr. 101. Während es seinen Vater nach dem Verkauf des Geschäftes 1813 nach St. Georg zurückzog, lebte Wüppermann selbst ab 1813 in der Großen Drehbahn 391 (ab 1834 neu-nummeriert in Gr. Drehbahn 40–46) und erwarb 1825 mit der Erbschaft seines verstorbenen Vaters die Gebäude an der Großen Drehbahn 381–387, die fortan als "Wüppermannscher Hof" bekannt wurden (ab 1834 umbenannt in „Wüppermanns Platz“, Gr. Drehbahn 36–39) und in dem auch das Hamburger Original Johann Wilhelm "Hummel" Benz ("Hummel, Hummel – Mors, Mors") bis zu dessen Tod 1854 lebte. 1839 bezog er als Hauptwohnsitz das Haus seines Vaters in St. Georg (Bei dem Strohhause 78), behielt aber sein Geschäftszimmer in der Großen Drehbahn bis zu seinem Tode. Warum die Wippermanns in Hamburg die Schreibweise ihres Namens in Wüppermann änderten, ist nicht bekannt.

## Karriere im Bürgermilitär
Wüppermann trat 1822 als 2. Major des 2. Bataillons ins Infanterieregiment des Hamburger Bürgermilitärs ein, welches David Christopher Mettlerkamp 1814 gegründet hatte und das sich beim Hamburger Bürgertum großer Beliebtheit erfreute. Dort wurde er 1824 zum 1. Major und Bataillonskommandeur und 1828 zum Major im Generalstab befördert, wo er zusammen mit August Abendroth (1796–1867), Carl Krutisch (1797–1832), dem Mitgründer der Hamburger Turnerschaft von 1816 und Enkel von Philipp Friedrich Krutisch und Carl Wilhelm Schröder (1789–1845), einem Neffen von Christian Matthias Schröder, wirkte. Bei der Niederschlagung judenfeindlicher Ausschreitungen im September 1830 tat sich Wüppermann besonders hervor, in dem er einerseits weiteres Randalieren verhinderte, anderseits den Chef der herbeigeeilten Ulanen davon abhielt, ein Blutbad anzurichten. Am 25. April 1831 wurde Wüppermann schließlich vom Rat der Stadt Hamburg zum Oberstleutnant und Chef des Bürgermilitärs ernannt, als dritter Bürger nach Peter Kleudgen (1815–1825) und Johann Andreas Prell (1826–1831). Allerdings trat Wüppermann schon gut vier Jahre später im Dezember 1835 aus Protest gegen die Ratsentscheidung, dass die Wachen des Bürgermilitärs nachts zum Öffnen der Stadttore herangezogen werden konnten, zurück, da er diese niedere Arbeit als „ehren- und dienstwidrig“ empfand. Sein Nachfolger wurde Carl Möring (1835–1838).

## Städtische und kirchliche Ehrenämter
Nach seinem Abschied als Chef des Bürgermilitär nutzte Wüppermann seine dort geknüpften Verbindungen zu den alteingesessenen Hamburger Kaufmannsfamilien und engagierte sich fortan in den Deputationen der Stadt. Er begann 1837 als Adjunkt in der Hauptkirche St. Michaelis und wurde 1838 einer von zehn Bürgern in der Feuerkassen-Deputation sowie einer von zwei Bürgern in der Steuer-Deputation, wo er bis 1843 wirkte. 1839 wurde er Subdiakon der Kirche St. Michaelis, war als solcher Teil des „Collegium der 180er“, einem der Bürgerschaft in der Gesetzgebung vorgeschaltetem Organ, und blieb dies bis 1849. Ebenfalls 1839 wurde er als einer von vier Bürgern in die „Interimistische Bewaffnungs-Commission“ berufen.
Eine besondere Rolle spielte Wüppermann nach dem Hamburger Brand, der vom 5. bis um 8. Mai 1842 rund 20 % aller Gebäude in der Hamburger Innenstadt zerstört hatte. Von den 80 Brandspritzen, die im Einsatz waren, mussten 25 aus 15 verschiedenen Städten und Gemeinden herbeigeschafft werden. Der Schaden wäre noch erheblich größer geworden, wenn nicht das Bürgermilitär die Durchführung der Löscharbeiten vorangetrieben und „Leute zum Pumpen gepresst“, unter Anleitung des zufällig in der Stadt anwesenden britischen Ingenieurs William Lindley Häuser zur Errichtung von Brandschneisen gesprengt und für Ordnung gesorgt hätte. Aufgrund seiner Erfahrungen als Chef des Bürgermilitärs und Mitglied der Feuerkassendeputation wurde Wüppermann nicht nur als eines von 25 Mitglieder in die neu eingerichtete Deputation zum Wiederaufbau der Stadt berufen, sondern dort zusammen mit dem ehemaligen Präses der Handelskammer Hamburg Christian Jacob Johns auch zum Berichterstatter zur „Verbesserung der Löschanstalten“ bestellt. Am 8. Dezember 1843 legten Wüppermann und Johns dem Rat einen ersten Rechenschaftsbericht vor. Obwohl zwei der von ihnen angehörten Sachverständigen, der Direktor der Lübecker Brandanstalten Carl Heinrich Ahrens (1795–1880) und der Hamburger Spritzenmeister Adolf Repsold für die Einführung einer klaren (militärähnlichen) Kommandostruktur bzw. für eine strengere Baupolizeiordnung plädierten, konnte sich der Rat der Stadt zu keiner dieser Maßnahmen entschließen und beauftragte die „Commission der technischen Section der Gesellschaft zur Beförderung der Künste und nützlichen Gewerbe“ mit einer Begutachtung der Vorschläge. Diese ließ in den Gutachten vom 3. April 1844 und vom 21. November 1844 kein gutes Haar an den Veränderungsideen. So wurden am 19. Februar 1845 erneut Wüppermann und Johns um eine Ausarbeitung von Reformvorschlägen unter Berücksichtigung aller Stellungnahmen gebeten, die diese in einem 27-seitigen Dokument vorlegten. Zu einer ersten Reform kam es allerdings erst am 28. Mai 1847 mit der Veröffentlichung der „Neu revidirte Hamburgische General-Feuer-Cassa-Ordnung vom Jahre 1833 mit den Modificationen, welche durch Rath- und Bürger-Schluß vom 6. Mai 1847 beliebt worden“, eine Berufsfeuerwehr führte Hamburg gar erst 1872 ein.
1845 legte Wüppermann seinen Sitz in der Feuerkassen-Deputation nieder. 1848/49 fungierte er nunmehr als Mitglied des Großen Armenkollegium und als Bezirksvorsteher der Armenverwaltung im 3. Bezirk.

## Mitglied der Hamburger Konstituante
Die Auswirkungen der Märzrevolution 1848 in Deutschland erfassten auch Hamburg. Nach niedergeschlagenen Protesten gegen Torsperren und Abgaben am 13. März am Millerntor und am 9. Juni am Steintor, forderten Bürgervereine, freie Presse, aber auch radikale Demokraten die Einberufung einer verfassungsgebenden Versammlung. Erst nachdem das Bürgermilitär unter der Führung von Oberst Daniel Stockfleth (1794–1868) erklärte, weiteren Befehlen des Rates zum Kampf gegen die Bürgermehrheit nicht mehr folgen zu wollen, stimmte der Rat am 18. August einer Einberufung zu.
Bei den Wahlen vom 23. Oktober 1848 erreichte Wüppermann im 7. Wahlbezirk 1039 Stimmen und zog als gewählter Abgeordneter in die Verfassungsgebende Versammlung ein. Seine sonstigen öffentlichen Ämter legte er dafür nieder. Die Geschäftsordnung sah vor, dass der Präsident, sowie der erste und zweite Vizepräsident nur für die Amtszeit von vier Wochen gewählt werden. In der 45. Sitzung der Verfassungsgebenden Versammlung wurde am 7. Juni 1849 zunächst Christian Jacob Johns zum 2. Vizepräsidenten gewählt, als dieser aber seine Wahl aufgrund seines Gesundheitszustandes nicht annahm, wurde in einem zweiten Wahlgang Wüppermann mit 104 von 123 Stimmen gewählt und ließ seine Mitbewerber Henry B. Sloman (4 Stimmen) und Ascan Wilhelm Lutteroth (2 Stimmen) weit hinter sich. Zusammen mit dem Präsidenten Hermann Baumeister und dem ersten Vizepräsidenten Johannes Versmann wurde Wüppermann auch in der 57. Sitzung vom 9. Juli 1849, der 63. Sitzung vom 11. August 1849 und der 73. Sitzung vom 24. September 1849 zum zweiten Vizepräsidenten gewählt und blieb sodann durch Verlängerungsbeschlüsse bis zur letzten Sitzung am 2. Mai 1850 im Amt. Inhaltlich brachte er sich insbesondere zur Verankerung einer gemeinsamen Spitze von Bürgermilitär und Reichsgarnison in Ausschussarbeit und Rede ein. Der am 11. Juli 1849 verabschiedete Entwurf einer Hamburger Verfassung scheiterte jedoch und erst am 11. August 1859 stimmten Rat und Bürgerschaft einer Verfassung zu, die eine Neuner-Kommission erarbeitet hatte.

## Engagement für Kunst und Kultur in Hamburg
Nach 1850 nahm Wüppermann keine öffentlichen Ämter in Hamburg mehr an, sondern engagierte sich stattdessen weiterhin in zahlreichen Kunst- und Kulturvereinen. Als Mitglied der Hamburger Liedertafel hatte er bereits am 24. Juni 1840 an der Hamburger Säcularfeier zur Erfindung des Buchdrucks teilgenommen und war im selben Jahr als Mitglied im Garten- und Blumenbau-Verein für Hamburg-Altona verzeichnet. 1843 engagierte er sich beim Freundeskreis der Rettungs-Anstalt für „sittlich verwahrloste“ Kinder und war bis zu seinem Lebensende Mitglied im Verein für Hamburgische Geschichte. 1855 wird er als Mitglied der Gesellschaft der Freunde des vaterländischen Schul- und Erziehungs-Wesens in Hamburg erwähnt.
Sein Hauptengagement aber galt dem Hamburger Stadttheater, welches sich seit 1855 im Eigentum von Robert Miles Sloman befand. Dem Direktor des Stadttheaters, Anton Eduard Wollheim da Fonseca, hatte Wüppermann bis zu dessen Abgang 1861 73.000 Mark Hamburger Courant gegeben, um damit in neues Inventar investieren zu können. Er war damit zum Miteigentümer und Co-Direktor geworden, hielt sich aber auch bei Wollheims Nachfolger Bernhard Anton Herrmann (1800–1876), der das Stadttheater von 1861 bis 1866 leitete, aus der Programmgestaltung weitgehend heraus, sondern kümmerte sich lediglich um die finanziellen Dinge. Unter dem Gespann Wüppermann/Herrmann nahm das Stadttheater 1862 einen spürbaren Aufschwung und verzeichnete allein vom September bis zum November 83 Aufführungen, davon 51 Opernabende, aber auch Schauspiel, Ballett und Operetten. Charles Gounod persönlich hatte am 7. Oktober 1862 der Aufführung seiner Oper „Faust“ beigewohnt und dirigierte sie am 9. und 11. Oktober daraufhin sogar selbst. 1863 setzte sich Wüppermann, nach stetig wachsendem Zulauf, erfolglos bei der Bürgerschaft für staatliche Unterstützung des Stadttheaters ein. Zum Jahresende 1863, nachdem tragischen, frühen Tod seines ältesten Sohnes, verkaufte Wüppermann sein Theater-Inventar an Sloman für 60.000 Mark-Banco und zog sich vollständig in sein Privatleben zurück.

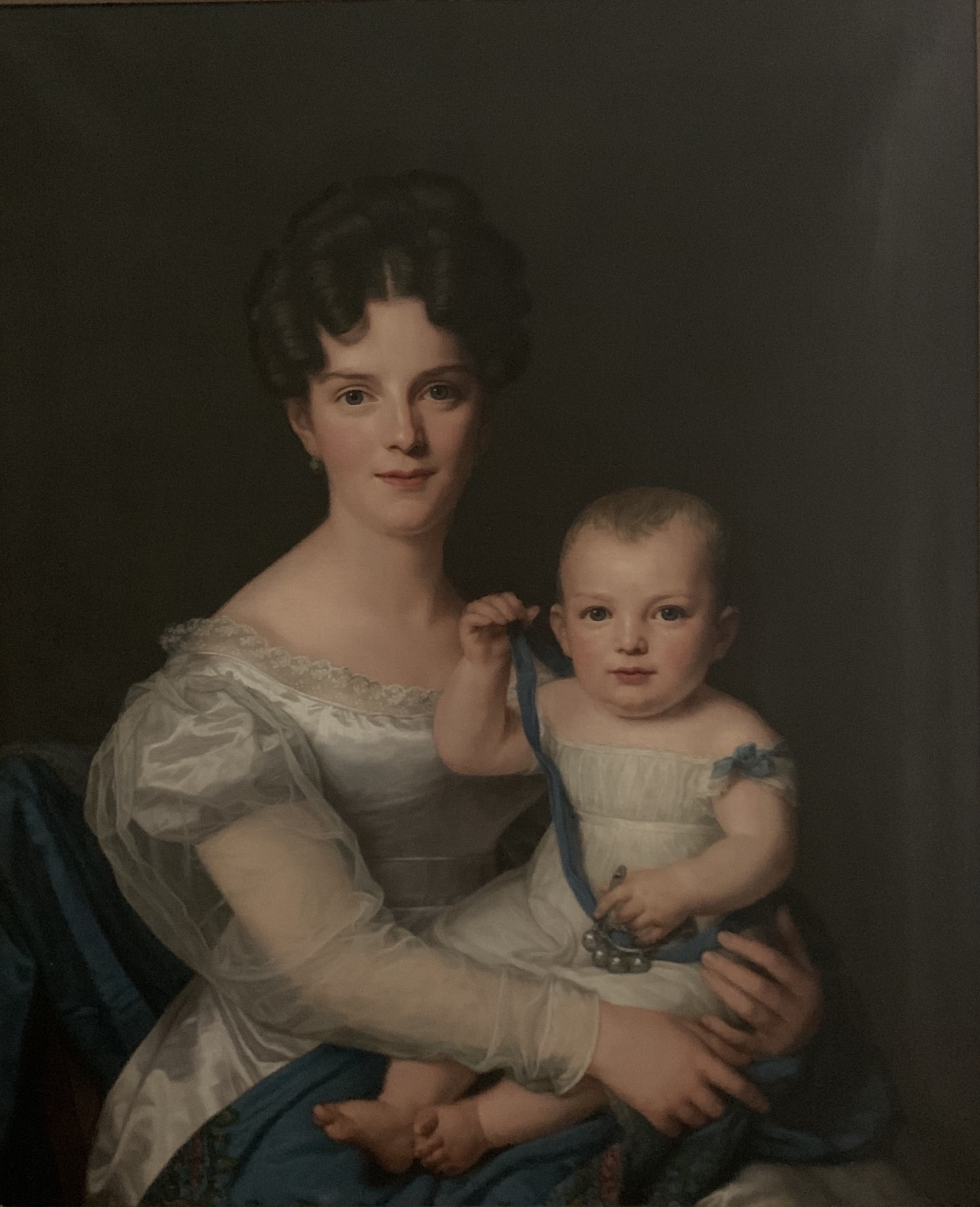
Johanna Agathe Wüppermann, geb. Springhorn, mit Sohn Hermann Anton; Ölbild von Friedrich Carl Gröger (1827)

## Familie
Johann Friedrich Anton Wüppermann heiratete am 25. Januar 1825 Johanna Agathe Springhorn (1808–1891), Tochter der Soltauer Kaufmanns Johann Heinrich Springhorn (1776–1835). Sie schenkte ihm 1826 einen Sohn, Hermann Anton Wüppermann (1826–1863), 1827 eine Tochter und 1830 einen weiteren Sohn, Heinrich Friedrich (1830–1892). Sein Sohn Hermann Anton heiratete 1848 Ann Caroline Boyes (1830–1865), Tochter des britischen Kaufmanns (Hull, England) und Kunstmäzens in Hamburg, Thomas Boyes jun. (1799–1883) und bewirtschaftete zunächst den Mühlenhof Weddelbrook bei Bad Bramstedt. 1857 siedelte er schließlich mit seiner Frau und zwei Kindern (John und Caroline) zu dem Cousin seiner Frau Henry Ernst Boyes (1844–1919) nach Davenport (Iowa) über, während sein jüngerer Bruder Heinrich Friedrich Weddelbrook übernahm, 1870 zum Gutsbetrieb mit 387 ha Land ausbaute und bis zu seinem Tode 1892 betrieb. Hermann Anton kehrte allerdings schon 1863 verarmt und krank mit seiner Familie aus den USA zurück. Wüppermann besorgte seinem Sohn noch eine Anstellung als Büroleiter bei Direktor Hermann am Hamburger Stadttheater und er trat auch noch am 20. Januar als Lehrling der Johannisloge „Zur Goldenen Kugel“ in Hamburg bei, doch schon im Dezember 1863 starb Hermann Anton an Tuberkulose. Nachdem zwei Jahre später auch dessen Frau nur 35-jährig verstarb, schickten Wüppermann und Thomas Boyes ihre jüngste Enkeltochter, Isabella Agathe Wüppermann (1859–1941), die sich durch ihre Geburt in den USA nun wieder Wippermann schrieb, auf die Privatschulanstalt mit Pension für Töchter aus gebildeten Ständen von Frau Agnes Constanze Leonhardi nach Dresden. Dort lernte sie den Arzt und Historiker Walter von Boetticher kennen, den sie 1880, ein Jahr nach dem Tode Wüppermanns heiratete.